# Bajory Małe
Bajory Małe (deutsch Klein Bajohren, 1938 bis 1945 Kleinblankenfelde) ist ein Dorf in der polnischen Woiwodschaft Ermland-Masuren und gehört zur Gmina Srokowo (Landgemeinde Drengfurth) im Powiat Kętrzyński (Kreis Rastenburg).

## Geographische Lage
Bajory Małe liegt am Masurischen Kanal (polnisch Kanał Mazurski) in der nördlichen Mitte der Woiwodschaft Ermland-Masuren, 17 Kilometer südöstlich der einstigen Kreisstadt Gerdauen (russisch Schelesnodoroschny) buw. 24 Kilometer nordöstlich der heutigen Kreismetropole Kętrzyn (deutsch Rastenburg).

## Geschichte
Im Jahre 1785 wurde Klein Bajohren ein „cöllmisch Dorf mit 16 Feuerstellen“ genannt. 1874 kam das Dorf zum neu errichteten Amtsbezirk Bajohren im ostpreußischen Kreis Gerdauen.
Am 3. Juni 1938 – mit Wirkung vom 16. Juli 1938 – wurde Klein Bajohren aus Gründen der Abwehr fremdländisch klingender Ortsnamen in „Kleinblankenfelde“ umbenannt. 1945 wurde es in Kriegsfolge mit dem gesamten südlichen Ostpreußen an Polen überstellt und erhielt die polnische Namensform „Bajory Małe“. Das Dorf ist heute eine Ortschaft im Verbund der Landgemeinde Srokowo (Drengfurth)im Powiat Kętrzyński (Kreis Rastenburg), bis 1998 der Woiwodschaft Olsztyn, seither der Woiwodschaft Ermland-Masuren zugehörig.

### Einwohnerzahlen
| Jahr | Anzahl |
| ---- | ------ |
| 1820 | 106    |
| 1885 | 215    |
| 1905 | 185    |
| 1910 | 187    |
| 1933 | 212    |
| 1939 | 210    |

## Kirche

### Evangelisch
Bis 1945 war Klein Bajohren bzw. Kleinblankenfeld in das evangelische Kirchspiel Nordenburg (russisch Krylowo) in der Kirchenprovinz Ostpreußen der Kirche der Altpreußischen Union eingepfarrt. Heute gehört das Dorf zur Kirche in Brzeźnica (Birkenfeld), einer Filialkirche der Johanneskirche Kętrzyn in der Diözese Masuren der Evangelisch-Augsburgischen Kirche in Polen.

### Römisch-katholisch

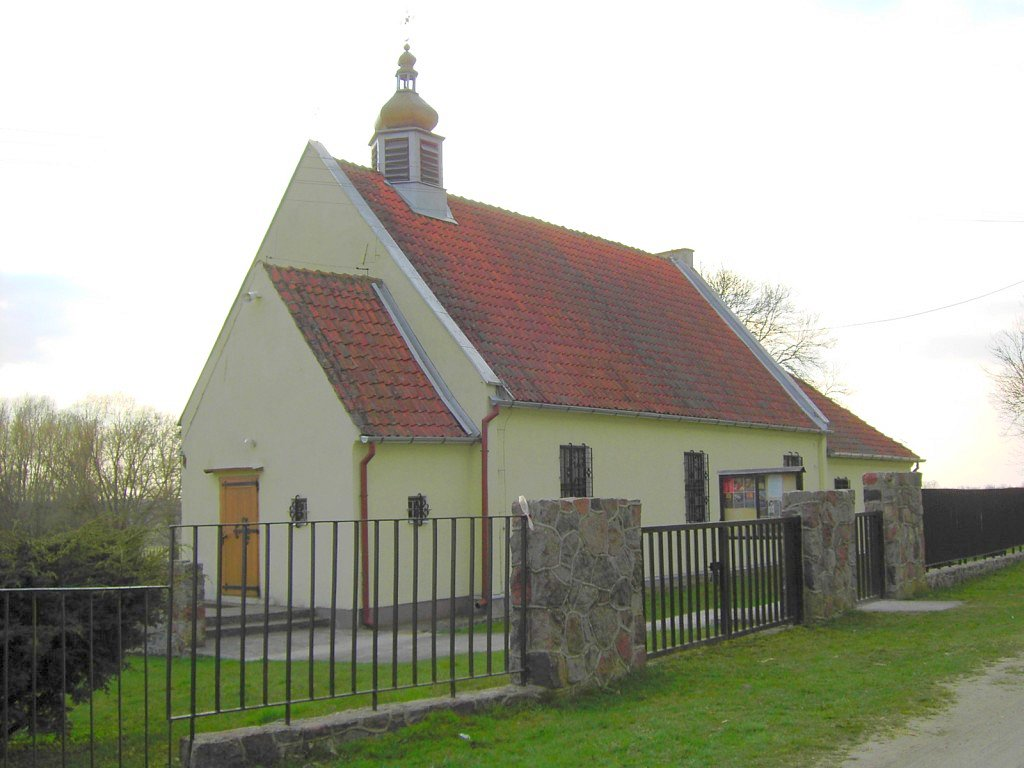
Griechisch-katholische Kirche in Bajory Małe

Die nur wenigen Katholiken in Klein Bajorehn bzw. Kleinblankenfelde war vor 1945 zunächst nach Insterburg (russisch Tschernjachowsk) eingepfarrt, dann kamen sie zwischen 1905 und 1931 zur Pfarrei Angerburg (polnisch Węgorzewo) im damaligen Bistum Ermland. Heute gehört die zahlenmäßig große katholische Einwohnerschaft ebenfalls nach Brzeźnica und der dortigen Filialkirche der Pfarrei Heiligkreuz Srokowo im jetzigen Erzbistum Ermland.

### Griechisch-katholisch
In Bajory Małe gibt es heute eine Griechisch-katholische Kirche, die den Byzantinischen Ritus pflegt.

## Verkehr
Bajory Małe liegt an einer Nebenstraße, die bei Srokowo (Drengfurth) von der Woiwodschaftsstraße 650 abzweigt und über Bajory Wielkie (Groß Bajohren, 1938 bis 1945 Großblankenfelde) bis nach Brzeźnica (Birkenfeld) an der polnisch-russischen Grenze zur Oblast Kaliningrad (Königsberger Gebiet) führt. Außerdem enden Nebenstraßen aus Nachbarorten in Bajory Małe.
Eine Bahnanbindung besteht nicht.